# Natriumglutamat
Natriumglutamat, egentligen mononatriumglutamat (med E-nummer: E621), även kallat monosodiumglutamat, förkortat MSG (av engelska: monosodium glutamate) och i vardagsspråket glutamat, är ett salt. Det består av en positivt laddad natriumjon och en negativt laddad glutaminsyramolekyl.

## Förekomst
Ämnet förekommer naturligt i proteiner och ingår i många livsmedel. Detta inkluderar kött, nästan alla grönsaker, vete och soja, vilka får en fyllig och matig smak. Glutaminsyra är en viktig beståndsdel i bröstmjölk.
Glutamat som livsmedelstillsats kan förekomma som E-nummer (E620-E625), glutaminsyra, mononatriumglutamat, monokaliumglutamat, kalciumdiglutamat, monoammoniumglutamat eller magnesiumdiglutamat.
Glutamat används även som smakförstärkande tillsats i livsmedel, då med har E-nummer E 621. Det används inom livsmedelsindustrin i bland annat färdiga kryddblandningar som buljong. Det är särskilt vanligt i östasiatisk mat. Smaken anses vara en femte grundsmak (utöver sött, surt, salt och beskt) och kallas efter sitt japanska namn för umami som betyder ungefär "god smak".

## Historik och produktion
Kikunae Ikeda, professor i kemi vid Kejserliga universitet i Tokyo, upptäckte 1908 att smakstommen i kött och alger består av glutaminsyror. I juli 1908 tog han patent på sin metod för att producera glutamat.
Det ledande japanska bolaget Ajinomoto stod år 2006 för cirka en tredjedel av den globala produktionen på 1,5 miljoner ton natriumglutamat, som företaget framställer ur råvaror som sockerrör, ris, vete och majs. Dessa råvaror bearbetas här till socker eller stärkelse, som sedan genom jäsning med corynebakterier (en process som liknar syrning) omvandlar detta till L-glutaminsyra. Därefter filtreras och renas denna, och glutaminsyran blandas till sist med natriumhydroxid (neutralisering) för att få fram natriumglutamat. Tidigare framställdes glutaminsyra genom syrahydrolys av vetegluten eller sojabönsprotein, eller genom syntetiserig via akrylnitril; dessa processer är dock dyrare än den nu vanligare mikrobiologiska processen.

## Hälsoeffekter
Natriumglutamats påstådda skadeverkningar har debatterats sedan 1980-talet.
Den europeiska myndigheten för livsmedelssäkerhet, Efsa, gjorde 2017 en ny bedömning av glutamat. Myndigheten ansåg det viktigt att det totala dagliga intaget inte överskrider den mängd man kan äta dagligen under hela livet utan risk för hälsoeffekter. Även effekter av glutamat på hjärnan och nervsystemet har utvärderats av Efsa. EU-kommissionen har därefter granskat Efsas bedömning 2017 för att ta ställning till om tillsatsen glutamat behöver begränsas.
Enligt svenska Livsmedelsverket är glutamat ofarligt vid normal konsumtion. Livsmedelsverket tillägger att ett fåtal personer kan få överkänslighetsreaktioner. Får personerna i sig höga halter glutamat kan de drabbas av huvudvärk, svettning, halsbränna, tryck över bröstet och illamående. Ämnet är vanligt i asiatisk matlagning och besvären kallas bland annat MSG-symtom, men symtomen är ofarliga och i regel snabbt övergående. Flera studier har dock inte lyckats koppla MSG till denna typ av reaktioner.
Svenska Livsmedelsverket avråder från att använda glutamat i mat som lagas speciellt för spädbarn och små barn: "Glutaminsyran och dess salter, glutamater, får användas till alla livsmedel som får innehålla tillsatser utom livsmedel som tillverkas speciellt för spädbarn och småbarn".
Det förekommer uppgifter om att ämnet kan ge överkänslighetsreaktioner som huvudvärk, svettningar och tryck över bröstet, ett fenomen som brukar kallas för "kinarestaurangsyndrom" (Chinese Restaurant Syndrome). Namnet på syndromet myntades i ett läsarbrev som publicerades i den medicinska tidskriften New England Journal of Medicine 1969. 2018 avslöjades att brevet skrevs under ett falskt namn som en del av ett skämt. Flera hävdar att begreppet är sprunget ur rasism snarare än att det skulle finnas påvisbara hälsoeffekter. Brevet följdes dock av flera andra brev om att natriumglutamat kan ge upphov till ovanstående symtom.